# Eeriksaare
Eeriksaare är en by och en halvö på ön Ösel i Estland. Den ligger i Ösels kommun och landskapet Saaremaa (Ösel), 205 km sydväst om huvudstaden Tallinn och 35 km väst om residensstaden Kuressaare. Eeriksaare saknade bofast befolkning år 2011. Eeriksaare tillhörde Lümanda kommun 1992-2014. 
Eeriksaare ligger på Ösels västkust mot Östersjön. Halvön avgränsas i nordöst av viken Kuusnõmme laht och i sydväst av Atla laht. Åt sydöst ligger byn Atla på andra sidan näset som förenar halvön med Ösel. Norrut ligger ön Vilsandi och flera småöar, däribland Laasirahu. Halvön ingår i Vilsandi nationalpark.